# Sobieslaus Klucki
Sobieslaus Klucki, polsky Sobiesław Klucki (1835 – 23. června 1916 Těšín), byl rakouský právník a politik německé národnosti (ovšem polského původu) ze Slezska, na konci 19. století poslanec Říšské rady.

## Biografie
Jeho otcem byl právník a starosta Těšína Ludwik Klucki. Sobieslaus působil od roku 1864 jako advokát. Byl členem mnoha místních spolků, mj. Deutscher Lese- und Geselligkeitsverein. Opakovaně zasedal v městské samosprávě. V roce 1914 získal k výročí 50 let od působení v advokacii čestné občanství Těšína. V červnu 1914 mu císař udělil Řád železné koruny.
Z hlediska etnického byla rodina Kluckých nevyhraněná. Otec Ludwik Klucki se hlásil k polské národnosti, zatímco Sobieslaus se politicky přiklonil k německým liberálům. Český tisk nazýval Sobieslause polským odrodilcem. Bratr Stanisław Klucki byl zase aktivním politikem z Haliče, hlásícím se k Polákům. Rod Kluckých pocházel původně z Itálie. Podle jiného zdroje šlo o původně moravský rod, který se později zčásti popolštil.
Byl i poslancem Říšské rady (celostátního parlamentu Předlitavska), kam usedl v doplňovacích volbách roku 1892 za kurii městskou v Slezsku, obvod Těšín, Frýdek atd. Nastoupil 5. prosince 1892 místo Johanna Demela von Elswehr. Rezignace byla oznámena na schůzi 22. října 1895. Pak místo něj do parlamentu usedl Leonhard Demel von Elswehr. Ve volebním období 1891–1897 se uvádí jako Dr. Sobieslaus Klucki, advokát, bytem Těšín. Po svém zvolení byl na Říšské radě přijat za člena klubu Sjednocené německé levice, do kterého se spojilo několik ústavověrných (liberálně a centralisticky orientovaných) proudů.
Zemřel v červnu 1916.
Jeho syn Felix Klucki byl v době první světové války uváděn jako prezident okresního soudu v Bílsku. Další syn Ludwig Klucki v této době působil jako okresní hejtman v Zell am See. Bratr Stanisław Klucki (1827–1897) byl politikem z Haliče a patřil k liberálnímu křídlu Polského klubu.